# Geraint Thomas
Geraint Howell Thomas (Cardiff, 25 de maio de 1986) é um ciclista de corrida profissional galês que compete para o UCI WorldTeam Team Sky, Gales e Grã-Bretanha.
Thomas aproveita o sucesso na pista e na estrada. Na pista, ele é um ex-campeão mundial e medalhista de ouro olímpico na perseguição da equipe em 2008 e 2012. Thomas é o atual campeão da estrada da Commonwealth e provou o sucesso no Paris–Roubaix Juniors em 2004, até as vitórias seniores no British National Road Race Championships em 2010. Thomas também alcançou vitórias gerais da fase de corrida; 2011 e 2014 Bayern-Rundfahrt, 2016 Paris-Nice e 2017 Tour dos Alpes, além de ganhar seu primeiro semi-clássico, o 2013 E3 Harelbeke.
Em 2017, ele se tornou o primeiro galês, e o oitavo britânico, a usar a camisa amarela no Tour de France apenas para sair no palco 9 com uma clavícula quebrada.
Em 2018, vence o Tour de França pela equipa Sky, derrotando o seu companheiro de equipa e favorito à vitória Chris Froome.

## Vida pessoal
Nascido em Birchgrove, Cardiff, Thomas frequentou Whitchurch High School. Ele começou a andar de bicicleta com o Maindy Flyers Cycling Club no Maindy Stadium aos 10 anos de idade, onde ele pedalou com o futuro companheiro de equipe Luke Rowe, antes de ir para outros clubes locais, Cycling Club Cardiff e Cardiff Just in Front . Sua primeira bicicleta de corrida era uma Giant azul. Após alguns sucessos em menos de 14 anos e menos de 16 eventos, incluindo o Campeonato Nacional, seu primeiro sucesso notável veio quando ele ganhou medalha de prata na corrida de pontos no Campeonato Europeu.
Thomas conheceu sua parceira, Sara Elen Thomas, através de uma introdução de um amigo ciclista. O casal residiu em Mônaco e casou-se no País de Gales em outubro de 2015.

## Início da carreira

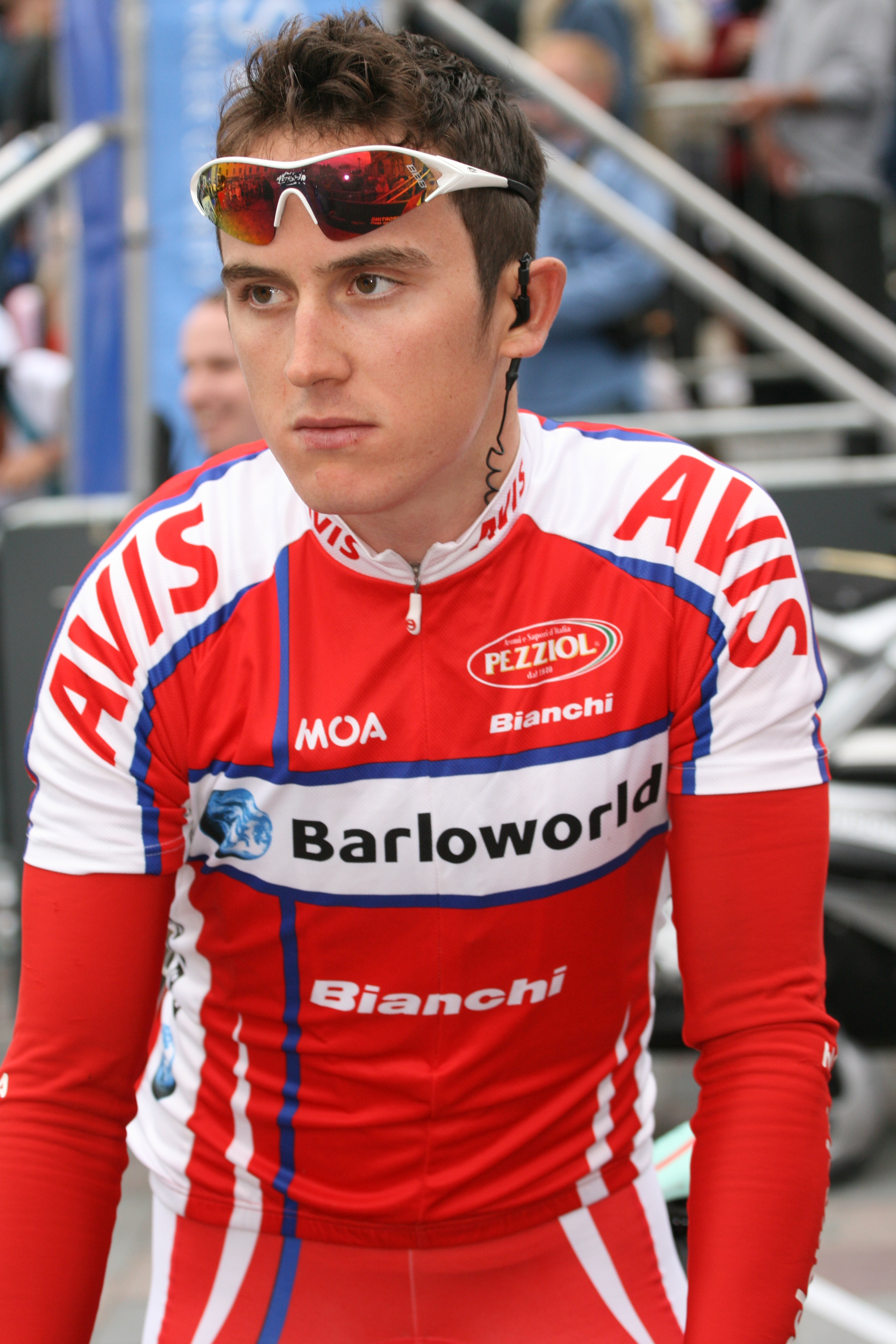
Geraint Thomas no início da 2ª etapa do Tour of Britain de 2009, em Darlington.

Thomas tornou-se membro da Academia Olímpica Britânica de Ciclismo. Ele ganhou o prêmio Carwyn James Junior na cerimônia BBC Wales Sports Personality of the Year. Thomas competiu em eventos da Copa do Mundo em todo o mundo e estava treinando em Sydney, Austrália, em fevereiro de 2005, quando ele caiu depois que o ciclista na frente dele bateu em um pedaço de metal na estrada que foi encaminhado para a roda de Thomas. Ele sofreu hemorragia interna depois que o pedaço de metal entrou em seu corpo durante a queda, quebrando seu baço, que posteriormente teve que ser removido.
Ele competiu a maior parte de suas corridas de 2006 para Recycling.co.uk, mas no final de 2006 se juntou ao Saunier Duval-Prodir como estagiário. Ele também competiu  algumas corridas, como o Tour da Grã-Bretanha, para o time da Grã-Bretanha.